# Lagena
La lagèna è una componente dell'orecchio interno dei vertebrati. Nei vertebrati inferiori è un'estroflessione del sacculo che compone il labirinto membranoso, mentre nei mammiferi è una porzione della coclea.

## Etimologia
Deriva etimologicamente dal latino lagena, a sua volta dal greco λάγυνος, e indica un fiasco a collo e bocca stretti.

## In anatomia umana
Nell'essere umano il dotto cocleare è obliterato a entrambe le estremità; quella inferiore a livello del recesso cocleare del vestibolo, mentre quella superiore si termina appunto nella lagena, in diretto contatto con la porzione superiore dell'elicotrema.